# Le Boullay-les-Deux-Églises
 Le Boullay-les-Deux-Églises  es una población y comuna francesa, en la región de  Centro, departamento de Eure y Loir, en el distrito de Dreux y cantón de Châteauneuf-en-Thymerais.

## Demografía
| 173 | 164 | 150 | 178 | 187 | 213 |
| Para los censos de 1962 a 1999 la población legal corresponde a la población sin duplicidades (Fuente: INSEE [Consultar]) |     |     |     |     |     |